# Jackson Junction
Jackson Junction és una població dels Estats Units a l'estat d'Iowa. Segons el cens del 2000 tenia 60 habitants.

## Demografia
Segons el cens del 2000, Jackson Junction tenia 60 habitants, 24 habitatges, i 15 famílies. La densitat de població era de 3,9 habitants/km².
Dels 24 habitatges en un 29,2% hi vivien nens de menys de 18 anys, en un 58,3% hi vivien parelles casades, en un 4,2% dones solteres, i en un 37,5% no eren unitats familiars. En el 37,5% dels habitatges hi vivien persones soles el 8,3% de les quals corresponia a persones de 65 anys o més que vivien soles. El nombre mitjà de persones vivint en cada habitatge era de 2,5 i el nombre mitjà de persones que vivien en cada família era de 3,4.
Per edats la població es repartia de la següent manera: un 30% tenia menys de 18 anys, un 3,3% entre 18 i 24, un 33,3% entre 25 i 44, un 25% de 45 a 60 i un 8,3% 65 anys o més.
L'edat mediana era de 38 anys. Per cada 100 dones de 18 o més anys hi havia 133,3 homes.
La renda mediana per habitatge era de 31.875 $ i la renda mediana per família de 41.563 $. Els homes tenien una renda mediana de 31.042 $ mentre que les dones 13.750 $. La renda per capita de la població era de 15.825 $. Cap de les famílies i el 4,4% de la població estaven per davall del llindar de pobresa.

## Poblacions més properes
El següent diagrama mostra les poblacions més properes.